# Fuerza oscura
La Fuerza Oscura es un concepto ficticio que aparece en los cómics estadounidenses publicados por Marvel Comics.

## Descripción
La Fuerza Oscura es una energía poderosa y extradimensional que puede ser manipulada de maneras ligeramente diferentes por un puñado de seres que están en sintonía con ella. Hay ligeras pero no concluyentes pistas de que puede ser una influencia corrupta de algún tipo (al menos para Cloak, posiblemente también para Darkhawk) y tal vez incluso para una entidad sensible y lo opuesto a la Fuerza de la Luz. Al menos un usuario de la Fuerza Oscura (Quagmire) proviene del universo paralelo del Escuadrón Supremo en lugar del Universo Marvel principal.

## Historia ficticia
El origen de la Fuerza Oscura junto con la Fuerza luz es desconocido. Algunas historias sugieren que en realidad es materia de un universo paralelo al que se puede acceder por medios místicos. Su primera aparición fue en Champions # 7 de agosto de 1976, donde se mostró como la fuente de los poderes de Darkstar de proyección y vuelo de energía sólida.
Con el paso de los años, la Fuerza Oscura se convirtió gradualmente en una presencia cada vez mayor entre los superpoderes del Universo Marvel. Moonstone (Karla Sofen) especuló en Avengers # 238 que podría estar relacionado con los poderes de Shroud y el primer Blackout. Una historia posterior reveló que, al menos, es posible escapar de las trampas de energía de Blackout por medio de la capa de la Sábana Santa, como se muestra cuando la Capitána Marvel fue atrapada allí por Blackout y emergió de la capa de la Sábana Santa durante el ataque de los Maestros del Mal en la Mansión de los Vengadores de New Warriors # 31-33 y otras historias más adelante expandieron aún más el número de usuarios de Fuerza Oscura.
A veces, los efectos de Fuerza Oscura son sutiles al punto de ser cosméticos. Por ejemplo, se había deducido que tanto el miembro de X-Men, Nightcrawler como el enemigo de los X-Men, Vanisher usan la Dimensión Fuerza Oscura durante su teletransportación (como se revela en Bizarre Adventures # 27). Sin embargo, en la historia de Draco de Uncanny X-Men, se explicó que el poder de Nightcrawler proviene de otra dimensión (apodada la "Dimensión Brimstone"). Si esta dimensión tiene alguna conexión con Fuerza Oscura, aún no se ha revelado.
Durante la historia del Imperio Secreto, el Barón Helmut Zemo usó el Darkhold para mejorar las capacidades de un Blackout con el cerebro suficiente para atrapar a Manhattan en la Dimensión de la Fuerza Oscura. Una vez que Maria Hill dispara el Blackout lavado por el cerebro durante una redada en una prisión de Hydra, la Fuerza Oscura que rodea Manhattan desaparece.

## Portadores de la Fuerza Oscura
Las siguientes personas han manejado la Fuerza Oscura:
- Asilo - Una mujer no identificada que fue hospitalizada en un hospital psiquiátrico por alguna razón, antes de ser utilizada por Genetech para su investigación en la creación de seres sobrehumanos. Ella estaría imbuida de las energías de la Fuerza Oscura que convirtieron su cuerpo en una niebla psiónica que causó alucinaciones en cualquiera que lo tocara y utilizara las energías como un arma ofensiva.[4]
- Henrique Manuel Gallante - Un drogadicto que fue colocado en la clínica de rehabilitación de drogas Smythers y cuyos poderes mutantes le permiten acceder inconscientemente a la Dimensión de la Fuerza Oscura. Tan poderoso es su acceso que Gallante pudo abrir una brecha del tamaño de Manhattan entre su dimensión y la dimensión de la Fuerza Oscura.[5]
- Black Death -  inicialmente un superhéroe, se volvió villano y luchó contra el superhéroe Gravedad.[6]
- Mamba Negra – después de ser experimentada por la Compañía de Energía Roxxon, adquirió habilidades telepáticas y Fuerza oscura y se unió al Escuadrón Serpiente.[7]
- Blackheart - puede teletransportarse a sí mismo y a otros a la Dimensión de Fuerza Oscura donde está más fuerte.
- Blackout - después de que un accidente lo envolvió en energía Fuerza Oscura, Blackout desarrolló la capacidad de manipular la Fuerza Oscura.
- Cloak - su capa con capucha (sudadera con capucha en episodios posteriores de la serie de televisión en vivo) está vinculada a la Dimensión Fuerza Oscura.[8]
- Darkhawk - la armadura de Darkhawk puede producir explosiones de la Fuerza Oscura del amuleto en el cofre.[9]
- Darkstar - miembro de la Guardia Invernal. Ella usa los poderes de la Fuerza Oscura para teletransportarse, crear constructos de Fuerza Oscura y lanzar explosiones de conmoción.
- Portero - miembro de los Vengadores de los Grandes Lagos que utiliza su cuerpo como portal.[10]
- Dusk – Cassie St. Commons pudo aprovechar la Fuerza Oscura con su traje.[11]
- Ecstasy - villana que se adueñó temporalmente de los poderes de Cloak.[12]
- Gloom - Jordan Lewis era estudiante en la escuela de Charles Xavier,[13] pero fue despoderado después de M-Day.[14]
- Hunger - un vampiro que puede aprovechar la Fuerza Oscura.
- Left-Hand – Diego Casseas robó los poderes de su hija en estado de coma y tuvo la capacidad de acceder y manipular la energía de la dimensión Fuerza oscura.
- Señor Negativo - Un villano de Spider-Man que obtuvo sus poderes de los mismos experimentos que Cloak (ver arriba) hizo.[8]
- Nightside - Un miembro de la Guardia Imperial Shi'Ar; todos los miembros de su raza pueden aprovechar la dimensión Fuerza Oscura.[15]
- Nightwind - Un mutante que tenía la habilidad de formar una espada Fuerza Oscura con varios efectos, despojado por los eventos del M-Day.[16]
- Noir - Sa'ida Zebari era una científica que trabajaba en el "Proyecto de la Fuerza Oscura". Ella usó sus poderes para vengarse de su padre.[17]
- Quagmire –  un mutante que es miembro del Escuadrón Supremo.
- Sepulcro - utiliza la energía de la Fuerza Oscura para manipular la energía, lo que le permite tener poderes como el vuelo.[18] También conocida como Mujer Sombra.
- Shroud - Obtuvo los poderes de la Fuerza Oscura a través del símbolo de Kali marcado en su frente.[19]
- Silueta (de los Nuevos Guerreros) - una mutante que puede simular la teletransportación utilizando las sombras existentes como pasos dentro y fuera de la Dimensión de la Fuerza Oscura.[20]
- Contrabandista (de los Nuevos Thunderbolts) - Obtenido poderes del traje atados a la Dimensión de la Fuerza Oscura.[21]
- Mancha (enemigo de Spider-Man) - Crea un "agujero portátil" de energía Fuerza Oscura.[8]
- Vanisher - un mutante que puede aprovechar la Fuerza Oscura.
- Jack Chain: un NuHuman que usa cadenas hechas de Fuerza oscura.[22]

## Otras versiones
En Exiles # 84, en Tierra-3470, una versión alternativa de Chernabog, que es un Dios antiguo y la fuente de la Fuerza Oscura.

## En otros medios

### Televisión

#### Animación
La Fuerza Oscura aparece en Ultimate Spider-Man: Web Warriors, episodio "Cloak and Dagger", cuando Cloak cayó bajo el control del demonio Dormammu, quien lo usó para secuestrar a varios místicos y lavarles el cerebro para ayudar a crear un portal para que su ejército invadiera la Tierra.

#### Acción en vivo
La Fuerza Oscura ha aparecido en los proyectos de Marvel Cinematic Universe:
- En la primera temporada de Agents of S.H.I.E.L.D., episodio, "The Only Light in the Darkness", se presenta a Marcus Daniels, un personaje que ganó los poderes de Fuerza Oscura después de un experimento que hizo con el Dr. Abner Croit para aprovechar sus habilidades. En la tercera temporada, episodio "Parting Shot", el general inhumano ruso Androvich que está del lado de Gideon Malick y Anton Petrov tiene la capacidad de manifestar y controlar las sombras vivientes hechas de Fuerza Oscura.
- La Fuerza Oscura es el foco principal en la temporada 2 de Agent Carter bajo su nombre alternativo de Materia Cero.[24] La anomalía se produjo por primera vez en el desierto durante la prueba de una bomba nuclear en la que desapareció todo lo que había quedado atrapado en la explosión. Pronto entró en posesión de Isodyne Energy. En el episodio "A View in the Dark", el Consejo de los Nueve le dijo a Calvin Chadwick que suspendiera los experimentos con la Materia Cero. Cuando Jason Wilkes y la esposa de Calvin, Whitney Frost, enfrentándose a Materia Cero, el contenedor que contenía la Materia Cero se cayó cuando Jason le dice a Whitney que corra. El resultado provocó una explosión de la sede central de Isodyne Energy. En "Better Angels", se revela que la Materia Cero ha causado que Jason Wilkes termine invisible e inaudible mientras Howard Stark trabaja para restaurarlo a la normalidad. La Materia Cero también causó que Whitney Frost tuviera una pequeña cicatriz de la Materia Cero en la frente que comenzó a agrandarse después de que Whitney inconscientemente absorbió al director de cine Kenneth. En el episodio "The Edge of Mystery", Whitney Frost, Joseph Manfredi y Vernon Masters completa la bomba que abriría la brecha en la dimensión Materia Cero. Cuando se abre, la grieta solo arrastra a Jason Wilkes y no a Whitney Frost. La fisura es neutralizada por el Cañón Gamma de Aloysius Samberly. En el episodio "A Little Song and Dance", Whitney Frost y Joseph Manfredi utilizan una instalación de saneamiento abandonada en un intento de extraer la Materia Cero adicional en Jason Wilkes. Después de que Jason Wilkes es liberado por Peggy Carter, él termina sufriendo por lo que la Materia Cero está haciendo dentro de él. Jason se dirige a la habitación donde están Whitney Frost y Vernon Masters y explota delante de ellos. En el episodio "Hollywood Ending", la explosión resultante había purgado la Materia Cero de Jason Wilkes, que luego fue absorbida por Whitney Frost. Usando un dispositivo para abrir otra grieta a la dimensión Materia Cero en la propiedad de Stark Studios, Howard Stark y Peggy Carter atraen a Whitney a la Materia Cero donde fue atacada con el Cañón Gamma. Con la ayuda de Peggy Carter, Howard Stark, Edwin Jarvis, Jack Thompson, Jason Wilkes y Aloysius Samberly, Daniel Sousa pudo desactivar manualmente el dispositivo para evitar que la grieta de la Materia Cero se vuelva inestable.
- La Fuerza Oscura aparece en Cloak & Dagger como parte del poder de Tyrone Johnson y Mayhem.[25] En 2009, la Corporación Roxxon descubrió la presencia de una fuente de energía en las profundidades de Nueva Orleans. La energía es una especie de mezcla de Fuerza oscura y Fuerza luz. El científico Nathan Bowen intentó advertir a su empleador, Roxxon, que una tormenta entrante amenazaba la estabilidad de la plataforma del golfo de Roxxon en la que trabajaba en el lago Borgne. Cuando Bowen conducía a su hija Tandy a casa después de la práctica de ballet, la plataforma explotó y los escombros liberaron una ola de energía en el lago. Los Bowen se estrellaron contra el lago y Tandy, así como Tyrone Johnson, fueron engullidos por la energía. Durante un brote en Nueva Orleans, Brigid O'Reilly estuvo expuesta a una mezcla de Fuerza oscura y Fuerza luz lanzada por la Corporación Roxxon. Luego fue disparada por James Connors y cayó al agua, la conmoción provocó que se dividiera en dos seres. Una versión de Brigid fue rescatada y puesta en recuperación, pero perdió su motivación, rabia y habilidades de puntería. La otra emergió del agua sola, llena de rabia y fuerza sobrehumana, pero sin empatía ni inhibiciones morales.
- En Runaways, Cloak y Dagger aparecen en un episodio cruzado centrado en la Fuerza Oscura. En "Devil's Torture Chamber", se ve cuando Tyrone descubre que Gert todavía se preocupa por Chase y teme perderlo junto con Molly y Old Lace.